# Shakopee
Shakopee település az Amerikai Egyesült Államok Minnesota államában, Scott megyében, melynek megyeszékhelye is. Lakosainak száma 43 698 fő (2020. április 1.).

## Népesség
A település népességének változása:

| 2010 | 37 076 |
| 2020 | 43 698 |